# 爆哥
爆哥Neal（1998年8月20日—），本名劉昶亨，為現役跑跑卡丁車：飄移韓國職業選手，曾為台灣電子競技聯盟之職業賽事中跑跑卡丁車項目的選手，曾經隸屬於華義Spider與FearX的跑跑卡丁車戰隊，現經常於實況平台Twitch直播。他被視為跑跑卡丁車最頂尖的選手之一。

## 經歷
- 2011年，爆哥首次參與跑跑卡丁車職業電競聯賽，彼時因年齡因素只能參與甲組賽。此後直至2014年「跑跑卡丁車」於台灣去職業化期間曾奪得多次總冠軍。
- 2014年後，爆哥以半職業狀態參與多項於中國伺服器舉辦之跑跑卡丁車比賽，亦取得不俗的成績。
- 2014年8月5日，YouTube頻道創立。
- 2016年，轉型成為遊戲實況主。同年5月，舉辦「跑跑資訊站交流賽」。
- 2017年，開始於YouTube頻道製作遊戲精華。同年1月，舉辦跑跑卡丁車「十周年車隊邀請賽」。同年7月，完成高職學業。[3]
- 2018年，YouTube頻道訂閲數達到十萬。同年成為跑跑卡丁車「RSLeague」賽事團隊核心發起人 。
- 2019年，爆哥曾直播及製作關於手機賽車遊戲極速領域的內容[4]，並擔任2019極速領域春季錦標賽總決賽評以及2019極速領域亞洲盃總決賽主播。
- 2019年代表台灣戰隊「Formosa Beast」爆蛋、睏平和蛇王組隊出戰2019年跑跑卡丁車世界爭霸賽期間由於表現出色，為台灣隊勇奪亞軍[5]，因此備受南韓職業界注目。除了多次訪問外，更獲南韓媒體作出專題報導，與南韓跑跑界頂尖選手朴仁秀（박인수）比較。[6]

- 由於爆哥在台灣已長期壟斷比賽，已於2019年宣佈不再參加較小型的比賽。2020年及2021年分別主辦「RSLeague」台灣跑跑卡丁車聯賽，本人僅以賽評身份參與。

- 2021年，爆哥因「咖哩爆飯」迷因於網路爆紅[7][8]。同年大學畢業。於2022年完成兵役。[9]
- 2022年6月2日，爆哥宣佈重回職業舞台，將赴韓國加入Liiv SANDBOX跑跑職業戰隊並出戰跑跑卡丁車2022 S2聯賽個人賽以及團體賽，成為跑跑卡丁車該遊戲在韓國職業賽事中第一位非韓國籍選手。[10][11]
- 2022年10月1日，在韓國職業聯賽個人賽中以81分第一名之姿晉級單挑賽，在單挑賽中以3:1的分數擊敗李宰赫，成為史上第一個在韓國職業聯賽中獲得冠軍的非韓國籍選手。[12]
- 2024年10月，星環娛樂公開20名合作實況主，名單內包括爆哥。
- 2024年12月31日，BNK FEARX於社群宣布與爆哥的合約因到期而結束。[13]
- 2025年1月19日，於旭旭寶寶主辦的《2025大馬猴盃跑跑卡丁車世界賽》八強最終賽第一階段成績為第六名，無緣前三名晉級決賽第二階段單挑冒泡賽（Bo9）。該賽事冠軍為李宰赫選手。[14]

## 選手生涯

### 《跑跑卡丁車》韓國職業聯賽（2022年）

#### 2022年《S2賽季》
2022年7月9日，爆哥首次出戰韓職聯賽個人賽，先在128強以第一名出線，64強以第二名出線，到32強壓倒黃寅浩、崔英勳、姜茶薰等好手，順利以首名晉身正賽。
2022年7月11日，個人賽完成抽籤，官方抽籤後爆哥被列入D組，對手包括金應兌、全振宇、林材元等選手。
2022年8月13日，爆哥迎來韓職個人賽首戰，在賽前的支持率投票以壓倒性的87%稱雄，在搶50分的比賽中只花了7張圖以獲得51分取得第一名大熱出線，當中包括4張圖第一名，與尹正賢及金應兌攜手晉級16強。
2022年9月4日，爆哥與隊友朴仁秀、朴昡秀、金勝太在16強第2組相遇，此組賽事選手實力十分相近，總共比了11張地圖，最後才由朴仁秀獲得51分獲勝，爆哥則以44分、第四名的成績進入勝者組。但過程相當驚險，一度大幅落後之下接連取得兩個第1名趕上前段班，最終以2分優勢壓過第五名的金主永出線。
2022年9月17日，爆哥與隊友朴昡秀、朴仁秀在16強勝者組與李宰赫、柳昌賢等冠軍級選手對決。由於取得過多（6張圖）的第六名（僅得1分、第五名可得3分），僅獲得22分以第七名作收，無法提前晉級決賽，因此須參加16強最終戰（準決賽），爭取最後進入總決賽的門票。
2022年9月24日，爆哥與朴仁秀、金勝太等多名職業好手對決，最後於16強最終戰中11張地圖奪得54分，力壓朴仁秀、金應兌及金友埈以第一名姿態晉級於10月1日舉行的總決賽，並於賽中刷新4張賽道紀錄。而在官方公布的選手練習量中，爆哥的時數達到驚人的835小時。於賽後採訪表示該數據是懶得關電腦所致。
2022年10月1日，爆哥與朴仁秀、李宰赫等多名職業好手對決，在前5張地圖中旋即奪得4張首位，最終以15張地圖斬獲81分、遠超第二名多達16分的成績，在第一階段以第一名之姿進入第二階段冠亞單挑賽（Bo5）。
而第一階段獲得65分並列第二的柳昌賢與李宰赫兩人，在地圖「楓之谷拉契爾恩惡夢時間塔」進行加賽（Bo1），最終由李宰赫勝出進入第二階段與爆哥進行1v1冠亞單挑賽（Bo5）。值得一提的是，李宰赫先前四度於個人決賽中打入第二階段的單挑賽皆未曾嘗過敗績，先後以3:1擊敗朴度炫、宋容準、柳昌賢及朴仁秀摘冠，爆哥成為其第五位單挑賽對手。
最終，除首張「冰河裂谷」落敗外，爆哥在「刀劍野外修練館」、「海盜的祕寶」、「深海龐克章魚」等地圖皆取勝，以3比1戰勝李宰赫，獲得韓國跑跑卡丁車職業聯賽S2賽季個人賽冠軍。
此次比賽是爆哥繼2019三服賽後首個高強度比賽。2022年S2賽季出道的爆哥，成為繼2022年S1賽季的金茶園後，在韓職出道即奪冠的選手，亦是首位以外國人身份奪冠的選手，同時亦打破李宰赫的個人賽秋季不敗神話。此外，爆哥亦成為Liiv Sandbox（及其前身Sandbox Gaming）首位奪得個人賽冠軍的選手，其隊友朴仁秀、朴昡秀及鄭承河皆未曾奪冠，而金勝太加入Sandbox後亦與個人冠軍無緣。

#### 2022年《超級盃》
2022年11月12日，爆哥在16強B組的比賽中與裵成彬、朴仁秀、金應泰、朴昡秀等多名職業好手對決，第一、二、三張地圖都取得第一名且刷新賽事秒數紀錄，最終以6張地圖其中5張第一名斬獲54分，遠超第二名多達31分的成績取得晉級。

### 《跑跑卡丁車：飄移》韓國職業聯賽（2023年－2024年）

#### 2023年《KDL 季前賽 2》
2023年7月22日，KDL舉行個人賽總決賽，第一階段為八取二晉級，爆哥以87分獲得第一名，與第二名洪成民進入下一階段。第二階段為單挑賽，最後爆哥以比數1-3敗給對手，獲得個人賽亞軍。
2023年7月23日，團體賽總決賽由爆哥所處的Liiv Sandbox隊伍對上KDF隊，比賽共三階段。第一階段為三戰兩勝制，LSB以競速賽3-2、道具賽0-3、個人單挑賽0-1敗給KDF；第二階段同為三戰兩勝制，LSB以競速賽3-0、道具賽3-2扳回一城；第三階段為車輪戰單挑賽，由勝者連戰，比賽最後打到第七戰，由KDF以4-3獲勝。爆哥獲得團體賽亞軍，同時也是本賽季第二座。
2023年7月24日，爆哥在榮獲雙亞軍後發文表示，同為電競選手的張嘉航帶領Hell Pigs獲勝激勵了他脫離低潮，「HPS的這場勝利給了我力量，如果HPS能戰勝比他們強大那麼多的隊伍，我們一定也做得到！」
2024年初，爆哥宣布和戰隊 FearX 完成續約，卻接獲韓國《跑跑卡丁車：飄移》聯賽無限延期之消息，並表示2024可能為職業生涯的最後一年。
2024年12月31日，戰隊 FearX 宣布正式結束與爆哥的合約。
2025年6月16日，《跑跑卡丁车：漂移》宣布将彻底结束营运，也代表《跑跑卡丁車：飄移》聯賽將永不復賽，同月18日《跑跑卡丁车：漂移》宣布結束營運與退款日程公告，將於2025年10月16日終止遊戲服務。

## 獎項
- 2019年跑跑卡丁車世界爭霸賽台灣代表 - 世界亞軍[26][27][28][29][28][30]
- 2019年FGL遊樂盃個人計時賽冠軍[31]
- 2018年台灣區TKL個人賽冠軍[32][33]

| 2013 | S1聯賽      | 總冠軍       |
| 2013 | S2聯賽      | 總冠軍       |
| 2014 | S3聯賽      | 總冠軍       |
| 2014 | S4聯賽      | 總冠軍       |
| 2014 | Taiwan Open | 總冠軍       |
|      |             | 連續4個月MVP |

| 2009.6.13 | 第四名 |
| 2009.6.29 | 第五名 |

| 年分 | 季度 | 排名     |
| 2011 | 夏季 | 一亞一殿 |
| 2011 | 冬季 | 四冠一季 |
| 2012 | 夏季 | 四冠一亞 |

| 年分 | 組別 | 季度       | 排名 |
| 2011 | 甲組 | 夏季總決賽 | 冠軍 |
| 2012 | 甲組 | 冬季總決賽 | 亞軍 |
| 2012 | 甲組 | 夏季總決賽 | 冠軍 |

| 年分 | 季度   | 排名   |
| 2012 | 冬季   | 一冠   |
| 2013 | 夏季   | 一冠   |
| 2012 | 九月份 | 月亞軍 |
| 2013 | 總決賽 | 季冠軍 |

| 年分 | 季度   | 排名       |
| 2012 | 總決賽 | 個人組冠軍 |
| 2012 | 月冠軍 | 個人組冠軍 |
| 2012 | 月冠軍 | 團體組亞軍 |
| 2012 | 月冠軍 | 團體組亞軍 |
| 2012 | 總決賽 | 團體組季軍 |
| 2013 | 總決賽 | 團體組季軍 |

| 2012 | 第四屆 魔電盃 跑跑卡丁車              | 團體組冠軍 |
| 2012 | 環球科技大學 第一屆 Fight Five 電競盃 | 團體組冠軍 |
| 2012 | 遊戲橘子 「摩托車飆速大賽」           | 總冠軍     |
| 2013 | 環球科技大學 第二屆 Five Fihgt 電競盃 | 團體組冠軍 |

| 2022 | S2賽季-個人賽 | 冠軍 |
| 2022 | S2賽季-團體賽 | 冠軍 |
| 2022 | 超級盃-個人賽 | 季軍 |
| 2022 | 超級盃-團體賽 | 冠軍 |

| 2023 | 季前賽1-個人賽 | 亞軍 |
| 2023 | 季前賽1-團體賽 | 亞軍 |
| 2023 | 季前賽2-個人賽 | 亞軍 |
| 2023 | 季前賽2-團體賽 | 亞軍 |

## 音樂作品
單曲
- 《咖哩爆飯》（2022年6月1日，唯有音樂）[36]

## 引用資料
1. ↑  . 2022 카트라이더 리그 시즌 2 선수소개.   [2022-10-09]. （原始内容存档于2022-10-09） （韩语）.
2. ↑  中央社訊息平台. . www.cna.com.tw.   [2022-10-09]. （原始内容存档于2022-10-09） （中文（臺灣））.
3. ↑  .   [2022-10-07]. （原始内容存档于2022-10-21）.
4. ↑  極速領域網路聲量正夯 實況主爆哥：無相似的競爭手遊 （页面存档备份，存于） 銘報即時新聞 2019-05-03
5. ↑  . tw.sports.yahoo.com.   [2019-11-13]. （原始内容存档于2021-10-03）.
6. ↑  . 데일리e스포츠. 2019-08-25  [2019-11-13]. （原始内容存档于2021-10-03）.
7. ↑  . 三立新聞網. 2021-09-19  [2021-10-04]. （原始内容存档于2021-11-25） （中文）.
8. ↑  . 上報 Up Media. 2021-09-16  [2021-10-04]. （原始内容存档于2021-09-29） （中文）.
9. ↑  . 正修科技大學. 2022-03-29  [2022-07-03]. （原始内容存档于2022-10-09）.
10. ↑  . 4Gamers. 2022-06-06  [2022-07-03]. （原始内容存档于2022-10-04）.
11. ↑  고용준. . OSEN. 2022-06-02  [2022-07-04]. （原始内容存档于2022-10-04）.
12. ↑  https://www.dailyesports.com/view.php?ud=202210011920053845d01e022ea6_27[카트 리그] 로열로더 '닐' "우승 상금으로 대만서 리그 개최하겠다"
13. ↑  https://www.facebook.com/share/p/1BAQuj3kTi/ BNK FEARX ‘NEAL’ 리우 창 헝 선수와의 계약이 종료되었습니다.
14. ↑  . GNN. 2025-01-20  [2025-01-20]. （原始内容存档于2025-01-20）.
15. 1 2 3  .   [2023-09-14]. （原始内容存档于2023-11-03）.
16. ↑  .   [2023-09-14]. （原始内容存档于2023-11-03）.
17. ↑  .   [2023-09-14]. （原始内容存档于2023-11-03）.
18. ↑  .   [2023-09-14]. （原始内容存档于2023-11-03）.
19. ↑  .   [2023-09-14]. （原始内容存档于2023-11-03）.
20. ↑  .   [2023-09-14]. （原始内容存档于2023-11-03）.
21. 1 2  .   [2023-09-14]. （原始内容存档于2023-11-03）.
22. ↑  許嘉蕙. . Newtalk新聞.   [2024-01-05]. （原始内容存档于2024-01-05）.
23. ↑  閃電·Yahoo奇摩遊戲編輯. . Yahoo!遊戲.   [2025-01-02]. （原始内容存档于2025-01-02）.
24. ↑  . 《跑跑卡丁車：飄移》官方網站.   [2025-06-16]. （原始内容存档于2025-06-16）.
25. ↑  . 《跑跑卡丁車：飄移》官方網站.   [2025-06-18]. （原始内容存档于2025-06-18）.
26. ↑  自由體育. . sports.ltn.com.tw.   [2019-08-26]. （原始内容存档于2019-09-18）.
27. ↑  . TechNews 科技新報.   [2019-08-26]. （原始内容存档于2019-09-18） （中文（臺灣））.
28. 1 2  . 巴哈姆特電玩資訊站.   [2019-08-27]. （原始内容存档于2019-09-18）.
29. ↑  . www.cna.com.tw.   [2019-08-27]. （原始内容存档于2019-09-18） （中文（臺灣））.
30. ↑  三立新聞網. . www.setn.com. 2019-08-24  [2019-08-27]. （原始内容存档于2019-09-18） （中文（臺灣））.
31. ↑  . 新頭殼 Newtalk. 2019-03-16  [2019-11-13]. （原始内容存档于2021-10-03）.
32. ↑  
. 巴哈姆特電玩資訊站.   [2019-11-13]. （原始内容存档于2021-10-03）.
33. ↑  . tw.esports.yahoo.com.   [2019-11-13].
34. ↑  
2022
韓國聯賽
總冠軍
. 巴哈姆特電玩資訊站.   [2019-11-13]. （原始内容存档于2021-10-03）.
35. ↑  . ETtoday遊戲雲. 2022-10-01  [2022-10-01]. （原始内容存档于2022-10-16） （中文）.
36. ↑  . 唯有音樂. 2022-06-01  [2022-06-01]. （原始内容存档于2022-11-17）.

## 外部連結
- 爆哥的Twitch频道
- 爆哥的Instagram帳戶
- 爆哥的Facebook專頁
- YouTube上的爆哥頻道